# Joutsenaapa - Kaita-aapa
Joutsenaapa - Kaita-aapa este o arie protejată (arie specială de conservare — SAC, sit de importanță comunitară — SCI, arie de protecție specială avifaunistică — SPA) din Finlanda întinsă pe o suprafață de 12.785 ha, integral pe uscat.

## Localizare
Centrul sitului Joutsenaapa - Kaita-aapa este situat la coordonatele 67°04′35″N 28°39′27″E / 67.0764°N 28.6575°E.

## Înființare
Situl Joutsenaapa - Kaita-aapa a fost declarat sit de importanță comunitară în august 1998 pentru a proteja 4 specii de plante și 35 de specii de animale. Alte tipuri de protecție:
- arie de protecție specială avifaunistică (în august 1998)[2]
- arie specială de conservare (în aprilie 2015)[1][3][4]

## Biodiversitate
Situată în ecoregiunea boreală, aria protejată conține 11 habitate naturale: Lacuri și iazuri distrofice naturale, Râuri naturale fino-scandinave, Cursuri de apă de la nivel de câmpie la nivel montan, cu vegetație Ranunculion fluitantis și Callitricho-Batrachion, Pajiști aluvionare boreale nordice, Mlaștini turboase de tranziție și turbării mișcătoare, Izvoare fino-scandinave și mlaștini produse de izvoare bogate în minerale, Mlaștini alcaline, Turbării Aapa, Taiga vestică, Mlaștini împădurite, Păduri aluvionare cu Alnus glutinosa și Fraxinus excelsior (Alno-Padion, Alnion incanae, Salicion albae).
La baza desemnării sitului se află mai multe specii protejate:
- plante (4): Hamatocaulis vernicosus, Moehringia lateriflora, Ranunculus lapponicus, ochii-șoricelului (Saxifraga hirculus)
- păsări (33): rață sulițar (Anas acuta), gâscă de semănătură (Anser fabalis), ciuf de câmp (Asio flammeus), cocoșul de mesteacăn (Bonasa bonasia), Branta leucopsis, prundaș de nămol (Calidris falcinellus), bătăuș (Calidris pugnax), fugaci pitic (Calidris temminckii), erete vânăt (Circus cyaneus), gușă vânătă (Cyanecula svecica), lebădă de iarnă (Cygnus cygnus), ciocănitoare neagră (Dryocopus martius), Emberiza rustica, șoim de iarnă (Falco columbarius), vânturel roșu (Falco tinnunculus), cufundar polar (Gavia arctica), ciuvică (Glaucidium passerinum), cocor (Grus grus), becațină mică (Lymnocryptes minimus), Lyrurus tetrix tetrix, Mergellus albellus, codobatura galbenă (Motacilla flava), pietrar sur (Oenanthe oenanthe), notatița cu ciocul subțire (Phalaropus lobatus), ciocănitoare de munte (Picoides tridactylus), ploier auriu (Pluvialis apricaria), Spatula clypeata, Sterna paradisaea, Strix nebulosa, Surnia ulula,  cocoș de munte (Tetrao urogallus), fluierar negru (Tringa erythropus), fluierar de mlaștină (Tringa glareola)
- mamifere (2): gluton (Gulo gulo), vidră de râu (Lutra lutra)

Pe lângă speciile protejate, pe teritoriul sitului au mai fost identificate 2 specii de plante, 16 specii de păsări, 3 specii de mamifere.